# Awa-hon-do
 (janvier 2019).
 (août 2023).
Dans la mythologie abénaquise, les Awa-hon-do sont des esprits ayant la forme d'insectes qui piquent les humains.

## Description
Certains les décrivent comme des termites à l'esprit géant. Ils partagent de nombreuses caractéristiques avec les insectes. Ils ont la taille d'un chien de taille moyenne et n'ont pas d'ailes mais possèdent de géantes mandibules qu'ils utilisent pour percer et déchirer tout ce qu'ils voient afin de l'ingérer.
Les Awa-hon-do vivent en colonies d'environ 3 000 personnes. La colonie possède une reine qui reproduit les ordres télépathiques à la colonie, elle a la taille d'un cheval. Ceux qui peuvent voir les fantômes seront épuisés en s'approchant de la reine.
Ils se nourrissent généralement de bois présent dans les régions spirituelles mais sont omnivores, quand ils n'ont plus de bois, ils mangent ce qu'ils trouvent. Ils ont besoin d'énergie spirituelle dans leur alimentation, quand ils s'en prennent à des personnes, celles-ci ont des caractéristiques inhabituelles.
Ils vivent généralement dans les forêts sombres et mystiques.

## Capacités
Les Awa-hon-do ne peuvent pas être vus par ceux qui ne voient pas les fantômes. Quand une colonie est perturbée, ils deviennent une menace. En effet, ils sont capables de communiquer par télépathie avec toute la colonie, ils peuvent donc agir ensemble quand de la nourriture est trouvée ou en cas de danger.
Lorsque les Awa-hon-do s'en prennent à des personnes avec des pouvoirs, ils leur percent la peau avec leurs mandibules. La personne ne possède plus de pouvoir et devient faible et malade, parfois jusqu'à la mort. Les pouvoirs des personnes ont disparu tant que la reine n'a pas été tuée.
Ils ne peuvent être tués qu'avec des armes en fer ou des armes conçues pour nuire aux fantômes mais tant que la reine est vivante, la colonie se rétablira. Ils ne peuvent pas franchir les lignes de sel ou de fer. Malgré le fait que les Awa-hon-do soient des esprits, ils peuvent être repoussés physiquement ou frappés.